# Sisyrnodytes vestitus
Sisyrnodytes vestitus là một loài ruồi trong họ Asilidae. Sisyrnodytes vestitus được Oldroyd miêu tả năm 1974. Loài này phân bố ở vùng nhiệt đới châu Phi.